# Lönngatan

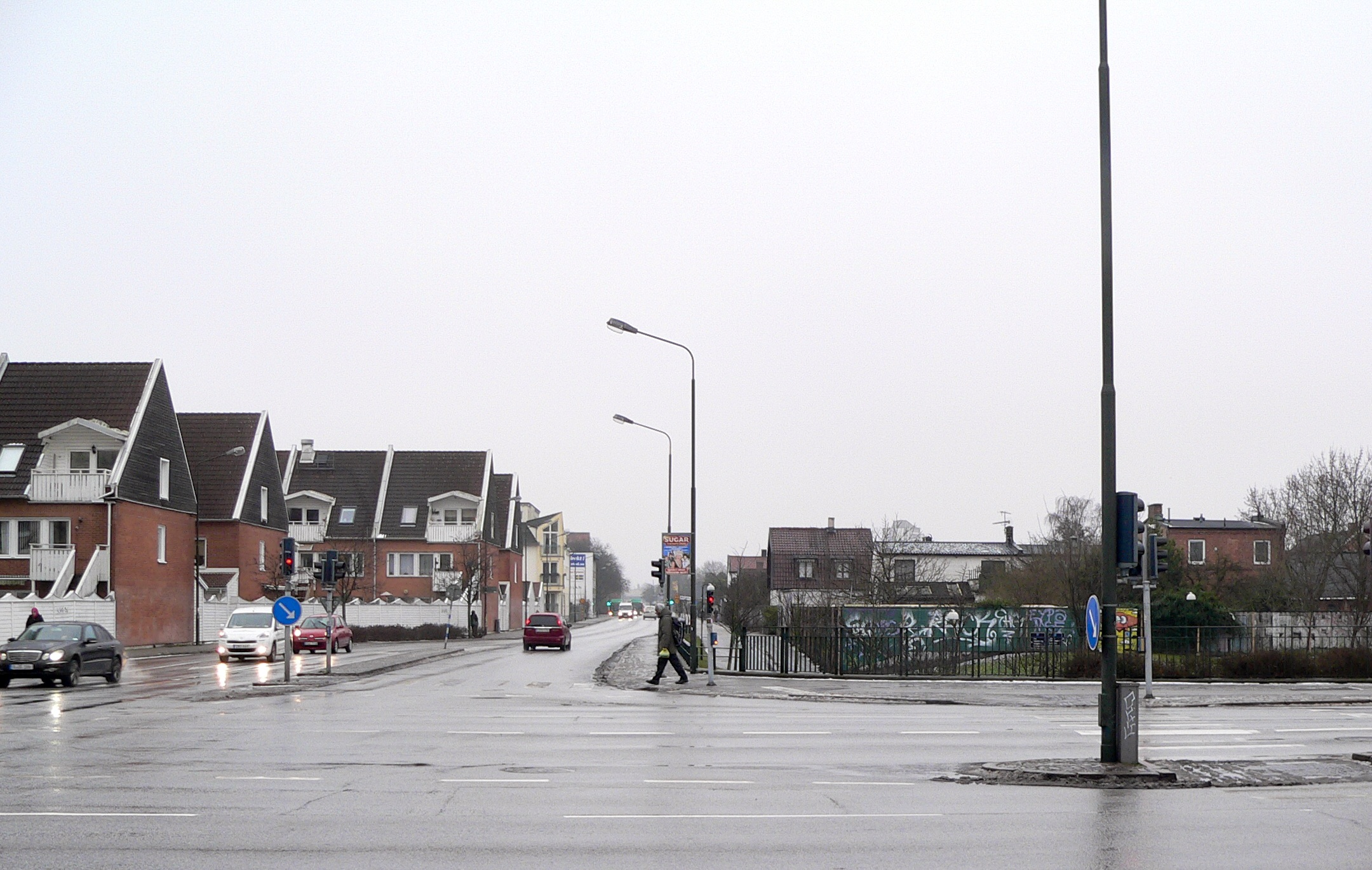
Lönngatan sedd från sin västra ände vid Nobelvägen. Cykelbanan (som nu går i en viadukt under Nobelvägen vilket inte järnvägen gjorde) längs Lönngatan högra sida ligger där den tidigare ystadsjärnvägen gick, medan trelleborgsjärnvägen härifrån svängde av mot höger in mellan husen (även detta spår är nu ersatt av en cykelbana).

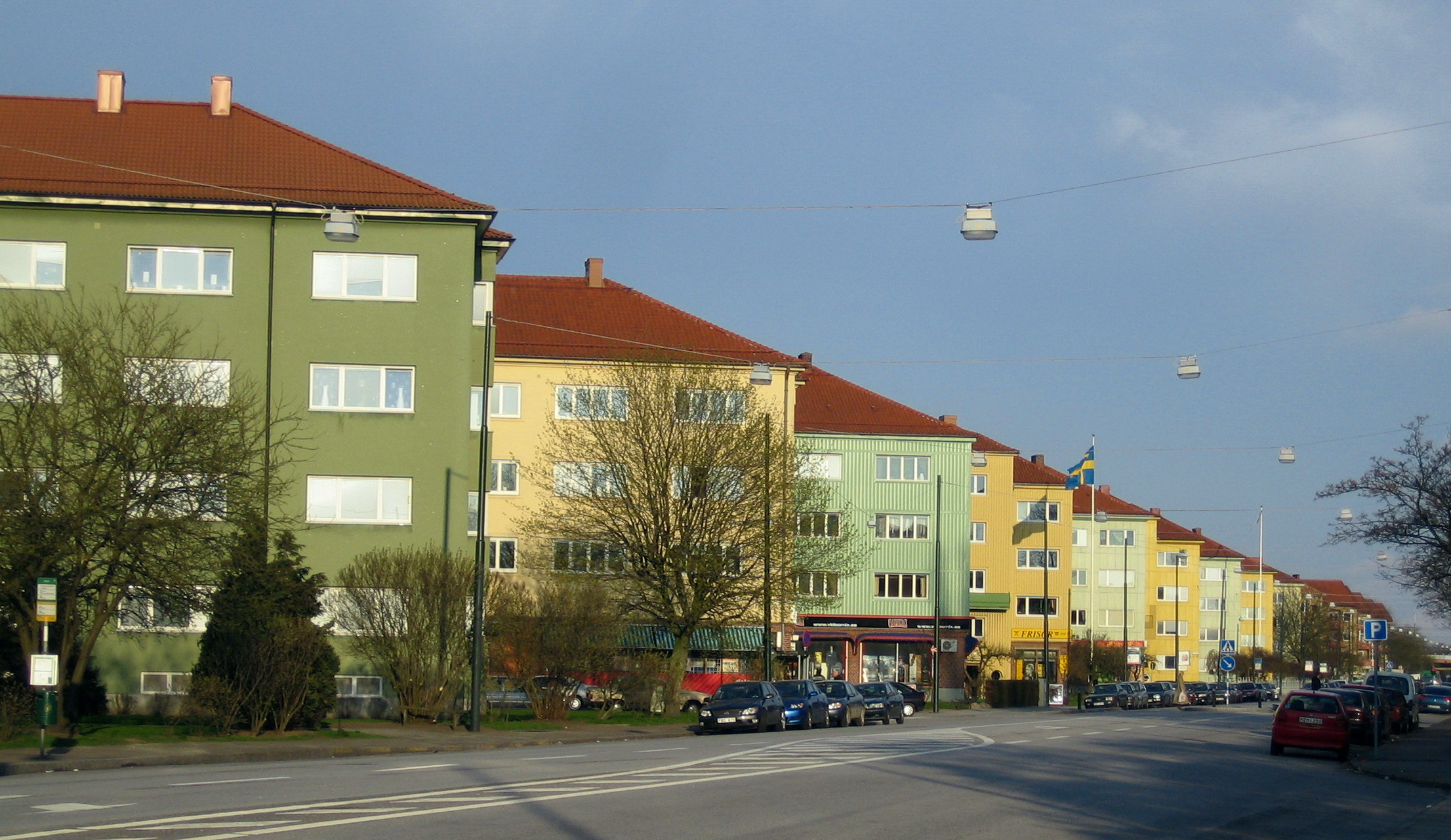
Lönngatan vid Lönngården.

Lönngatan är en gata i Malmö som löper från Nobelvägen, där den åt västnordväst övergår i Spårvägsgatan, till Västra Kattarpsvägen, där den fortsätts mot ostsydost av Jägersrovägen. Den korsar bland annat Lantmannagatan, Norra Grängesbergsgatan och (under en järnvägsviadukt) Kontinentalbanan.
Lönngatans västra del låg inom Sofielunds municipalsamhälle och hette då Järnvägsgatan eftersom den anlades längs den 1874 byggda järnvägen till Ystad (spåren revs upp efter nedläggningen 1972/1973 och ersattes av cykelbana).. I samband med inkorporeringen 1911 föreslog byggnadsnämnden i Malmö Lönngatan som nytt namn, men detta förkastades av stadsfullmäktige som fastställde namnet Släbovägen. Ett antal vid gatan boende personer anförde hos länsstyrelsen i Malmöhus län besvär mot detta, då detta namn ansågs "löjligt" (släbo är ett dialektalt ord för "slättbo"). Detta resulterade i att stadsfullmäktige samma år upphävde sitt tidigare beslut och fastställde namnet Lönngatan. Gatan förlängdes 1932 till Grängesbergsgatan och 1955 till nuvarande utsträckning.
Malmö stads spårvägar trafikerade från 1915 Lönngatan med elektriska spårvagnar på linje 1 fram till Lantmannagatan och från 1929 gatan i sin helhet. Linje 1 nedlades vid högertrafikomläggningen 1967 och ersattes då med busstrafik.